# Верхньоберезовська сільська адміністрація
Верхньобере́зовська сільська адміністрація (каз. Жоғарғы Березовка ауылдық әкімдігі, рос. Верхнеберёзовская сельская администрация) — адміністративна одиниця у складі Глибоківського району Східноказахстанської області Казахстану. Адміністративний центр та єдиний населений пункт — село Верхньоберезовка.
Населення — 2212 осіб (2021; 3545 у 2009, 4069 у 1999, 5310 у 1989).
Станом на 1989 рік існувала Верхньоберезовська селищна рада (смт Верхньоберезовський). 2024 року Верхньоберезовська селищна адміністрація перетворена в сільську адміністрацію.